# 松浦光
松浦 光（まつら ひかる）は、戦国時代の武将。和泉国岸和田城主。官途は肥前守。松浦万満（まんみつ）、孫八郎は光であるとみられる。

## 生涯

### 家督継承
三好長慶の弟・十河一存の子として生まれる。母は兄・孫六郎（三好義継）と同じく九条稙通の養女。松浦周防守盛の養子となり、松浦万満と名乗った。
松浦氏は、和泉国の半国守護であった和泉守護細川家の重臣として和泉国の守護代を務めた。しかし、天文17年（1548年）、細川京兆家の当主・細川晴元とその重臣・三好長慶が対立すると、和泉守護代の松浦肥前守守は、晴元方だった和泉上守護の細川晴貞やその父・元常から離反し三好長慶方に付いた。松浦守は弘治年間（1555 - 1557年）以前に死去し、万満と名乗る光がその跡を継いだ。
和泉では岸和田兵衛大夫が細川晴元方に属して三好氏・松浦氏と対立していたが、兵衛大夫は天文24年（1555年）には和泉に復帰し、三好氏・松浦氏の傘下に入っていた。光の養父・松浦周防守はこの岸和田氏を継承したとみられ、岸和田周防守を称している。また、永禄元年（1558年）頃に十河一存が岸和田城に入城していることから、天文末年からこの頃までの間に、松浦氏が岸和田城主になったと考えられる。
永禄4年（1561年）4月には周防守は死去していたとみられ、周防守の代理と十河一存の後見を受けて和泉を治めるよう、三好長慶が光に命じている。同月末には一存が死去し、河内国高屋城に在城する三好実休が光の後見に付いたが、その実休も翌永禄5年（1562年）3月、河内・紀伊守護の畠山高政と根来寺の連合軍と岸和田近くの久米田で戦い、敗死した（久米田の戦い）。
同年5月に三好氏と畠山氏が戦った教興寺の戦いでは、畠山方に付く松浦勢が見られ（「大館記書案」）、松浦家中が分裂している様子がうかがえる。

### 三好氏の内紛と松浦氏の内訌
永禄7年（1564年）7月に三好長慶が病死し、永禄8年（1565年）11月に新当主・三好義継を擁する三好三人衆方と松永久秀方とに三好氏が分かれると、松浦孫八郎（光）は松永方に付く畠山高政へと味方した。永禄9年（1566年）2月、光は畠山氏や根来寺、和泉国衆らとともに堺近郊の家原で三好三人衆軍と戦って敗北し、岸和田城に籠り抗戦した後、同年8月に降伏した。
反三人衆方となった光に対し、三人衆方には光と対立する松浦孫五郎虎がおり、永禄8年（1565年）、元々光に従っていた日根野氏に対し本地を安堵している。光が岸和田城で降伏した永禄9年（1566年）8月には、松浦肥前守虎と名乗って南郡天下谷の極楽寺に禁制を発している。馬部隆弘によると、この頃三好三人衆と畠山氏の間で和平が成立し、その結果三人衆方の虎に和泉支配が認められ、光は三人衆・畠山氏の両者から替地を得るのと引き換えに和泉の支配権を失ったとされる。
永禄10年（1567年）2月、三好義継が三好三人衆から離反し松永久秀と結ぶが、同年8月、松浦虎が松永方から三人衆方に寝返っている。この虎の動きに対し義継は光の登用を試みたとみられ、永禄11年（1568年）4月に義継と連係する細川刑部大輔（政清）が和泉国に入国している。刑部大輔は細川晴国派和泉上守護の細川晴宣（畠山尚順の子）の後継者で、入国に当たり「進退事万端可被任松浦孫八郎旨」の起請文を孫八郎（光）方に提出していた。このことから刑部大輔は光の傀儡という立場とみられ、光は和泉支配を行う上での大義名分を得るため、和泉守護の血筋を引く刑部大輔を推戴したといえる。この年の7月には虎の拠点は和泉国外に移っており、光は和泉における勢力を取り戻しつつあった。

### 織田信長への服属
永禄11年（1568年）9月に足利義昭と織田信長が上洛すると、光は信長に属した。永禄12年（1569年）8月、「古肥州」（故松浦肥前守、虎か）が押領した土地を返付せよとの信長の命が、今井宗久を介して松浦氏に伝えられており、同年10月、将軍・義昭から毛利氏・大友氏に進物が送られた際、松浦氏の重臣とみられる寺田某がその運搬に関わっていた。この時、進物が何者かに奪われ寺田某が失踪したため、幕府から光に寺田成敗への協力が要請されている。
元亀3年（1572年）4月、肥前守を名乗る光は、久米田池郷と尾生村の相論において起請文を作成した（『かりそめのひとりごと』）。元亀4年（1573年）4月、十河存保の織田信長への帰順を松浦肥前守が仲介しており、松浦肥前守と十河存保は、三好義継の居城・若江城を攻めるのと引き換えに義継が支配する河内半国と摂津国欠郡（現在の大阪市域）を要求している（「山崎文書」）。しかし、若江城は同年11月に佐久間信盛によって攻略され、この要求は認められなかった。
天正3年（1575年）、光は岸和田池に関する文書を発し、同年12月、信長に伊予産の鷂などを贈りその返状を受けているが、これ以降姿が見えない。天正4年（1576年）初め頃には光は死去していたと考えられ、同年8月に光の妻とみられる「松浦後室」が吉田兼見に祈祷を依頼している（『兼見卿記』）。
以後、織田政権下における和泉支配は、松浦氏の重臣である寺田氏出身の寺田又右衛門・松浦安大夫兄弟や、織田政権期に台頭した沼間任世らが行うこととなる。